# Rowleyita
La rowleyita és un mineral de la classe dels òxids. Rep el nom de la mina Rowley, als Estats Units, la seva localitat tipus.

## Característiques
La rowleyita és un òxid de fórmula química [Na(NH₄,K)9Cl₄][V5+,4+₂(P,As)O₈]₆·n[H₂O,Na,NH₄,K,Cl]. Va ser aprovada com a espècie vàlida per l'Associació Mineralògica Internacional l'any 2016, i la primera publicació data del 2017. Cristal·litza en el sistema isomètric. La seva duresa a l'escala de Mohs és 2.
Els exemplars que van servir per a determinar l'espècie, el que es coneix com a material tipus, es troben conservats a les col·leccions mineralògiques del Museu d'Història Natural del Comtat de Los Angeles, a Los Angeles (Califòrnia) amb els números de catàleg: 66268, 66269, 66270, 66271 i 66272.

## Formació i jaciments
Va ser descoberta a la mina Rowley, situada a la localitat de Theba, al districte miner de Painted Rock, dins el comtat de Maricopa (Arizona, Estats Units). Es tracta de l'únic indret de tot el planeta on ha estat descrita aquesta espècie mineral.